# Marvin's Room
Marvin's Room (bra: As Filhas de Marvin; prt: Duas Irmãs) é um filme estadunidense de 1996, do gênero comédia dramática, dirigido por Jerry Zaks, com roteiro de Scott McPherson baseado em sua peça homônima.
McPherson havia concluído o roteiro de uma versão cinematográfica antes de morrer, em 1992; no entanto, Guare foi contratado para atualizá-lo quando o filme finalmente começou a ser produzido, anos depois.
É estrelado por Meryl Streep, Leonardo DiCaprio, Diane Keaton, Robert De Niro, Hume Cronyn, Gwen Verdon, Hal Scardino e Dan Hedaya. A música original do filme foi composta por Rachel Portman. Carly Simon escreveu e executou a música tema "Two Little Sisters", com Meryl Streep adicionando vocais de fundo.

## Sinopse
Marvin (Hume Cronyn), um homem que teve um derrame há 20 anos, fica incapacitado e acamado. Ele foi cuidado por sua filha Bessie (Diane Keaton) em sua casa na Flórida, e totalmente ignorado por sua outra filha, Lee (Meryl Streep), que se mudou para Ohio com o marido há 20 anos e nunca contatou sua família.
Agora, porém, o médico (Robert de Niro) de Bessie a informou que ela tem leucemia e precisa de um transplante de medula óssea e ela pede ajuda à irmã. Lee, por sua vez, se volta para seu filho Hank (Leonardo DiCaprio), que foi internado em um hospício por ter posto fogo na casa de sua mãe, mas infelizmente está sedado .
A menos que ambos viajem para ficar com Bessie. Quando Lee descobre que pode ter que assumir os cuidados de seu pai, ela começa a procurar casas de repouso. Eventualmente, no entanto, a família distante se aproxima. À medida que Bessie parece piorar progressivamente, Lee chega à conclusão de que agora é sua vez de cuidar de sua família. O filme termina com Lee se familiarizando com a medicação de seu pai, enquanto ela entra em seu quarto com seu almoço, observando Bessie piscando o espelho que faz Marvin sorrir.

## Elenco
- Diane Keaton como Bessie Wakefield
- Meryl Streep como Lee Wakefield Lacker
- Leonardo DiCaprio como Hank Lacker, filho de Lee
- Robert De Niro como Dr. Wallace "Wally" Carter
- Hume Cronyn como Marvin Wakefield, pai de Lee e Bessie
- Gwen Verdon as Ruth Wakefield, irmã de Marvin e tia de Lee e Bessie
- Hal Scardino as Charlie Lacker, filho de Lee
- Dan Hedaya como Dr. Robert "Bob" Carter, irmão de Wally
- Margo Martindale como Dr. Charlotte Samit
- Cynthia Nixon como psiquiatra
- Kelly Ripa como Coral, personagem de uma telenovela
- Bitty Schram como Janine, a receptionista
- Helen Stenborg como freira de um convento em que Lee se hospeda
- Olga Merediz como moça na loja de cosméticos

## Recepção
O filme tem 84% de aprovação no agregador de resenhas Rotten Tomatoes com base em 50 resenhas e uma avaliação média de 6,7/10. O consenso crítico do site diz: "Marvin's Room está acima do pacote de dramas familiares disfuncionais graças a um elenco impecável que inclui Meryl Streep, Diane Keaton e Leonardo DiCaprio." Metacritic deu ao filme uma pontuação de 68 de 100 com base em 20 análises críticas, indicando "análises geralmente favoráveis".

## Prêmios e indicações
| Ano  | Prêmio/Festival     | Categoria                       | Recipiente   | Resultado |
| ---- | ------------------- | ------------------------------- | ------------ | --------- |
| 1997 | Academy Awards      | Melhor Atriz                    | Diane Keaton | Indicado  |
| 1997 | Golden Globe Awards | Melhor Atriz em Filme Dramático | Meryl Streep | Indicado  |